# Cyber Light Game Studio
Cyber Light Game Studio — українська компанія-розробник комп'ютерних ігор, найбільше відома за грою Bigfoot. Заснована у Києві в 2017 році Дмитром Зінченком та Станіславом Зінченком.

## Історія
Студію було засновано в 2017 році у Києві розробниками-братами Дмитром та Станіславом Зінченками. 
Ідея створити свою комп'ютерну гру у розробників з'явилася у лютому 2015 році. Так почав розроблятися проект Bigfoot про полювання на сасквоча на ігровому рушію Unreal Engine 4.
У 2016 році гра активно просувалася:
- 15 червня було випущено перший трейлер гри.[4]

- 11 липня почалось голосування за потрапляння гри у Steam, яке гра пройшла 26 липня.[5]

- 31 січня бета-тест було завершено і гра стала доступною для придбання у Steam, на версії 1.1.0.[6]

З перших днів виходу в ранньому доступі у Steam Bigfoot отримав велику кількість відгуків, листів від гравців, преси та творців медіа-контенту з ідеями, порадами щодо поліпшення ігрового процесу, тому гра отримала безліч оновлень з часу першого білда, але поки ще перебуває в активній розробці.

## Ігри
| Назва   | Платформа    | Жанр            | Ранній реліз  | Дата виходу |
| ------- | ------------ | --------------- | ------------- | ----------- |
| Bigfoot | Windows (PC) | Survival horror | 31 січня 2016 | -           |